# Schuurmansiella angustifolia
Schuurmansiella angustifolia är en tvåhjärtbladig växtart som först beskrevs av Joseph Dalton Hooker, och fick sitt nu gällande namn av Hallier f.. Schuurmansiella angustifolia ingår i släktet Schuurmansiella och familjen Ochnaceae. Inga underarter finns listade i Catalogue of Life.